# Језиорак
Језиорак (пољ. Jeziorak) је језеро у северозападној Пољској. Језиорак је најдуже пољско језеро, а по површини је на шестом месту. 
На језеру се налазе бројна острва. Највећа су Велика Жулава (Wielka Żuława) и Велики Буковјец (Wielki Bukowiec).

Језеро је повезано са Елбласким каналом.

Обале су пошумљене - северне високе, а јужне ниске.

На језеру се налази насеље Илава.
Језеро се простире у правцу север-југ, у средњем делу се прелама и мења правац на североисток, а потом на северозапад. У средишњем делу Језиорак се шири. Н атом проширеном делу се налази неколико острва. Из јужног дела језера истиче река Илавка.

## Фауна
Језеро је веома богато животињском светом. На језеру живи преко 10 врсти риба. Такође на језеру се гнезде бројне птице (има око 15 врста). Сем риба на језеру има и ракова и жаба.

## Галерија слика
- 1 Мали Језиорак
- 2 Велики Језиорак
- 3 Обала језера